# Ana Hormigo
Ana Cristina Teles Meneses Hormigo (* 13. April 1981 in Castelo Branco) ist eine ehemalige portugiesische Judoka. 2008 war sie Europameisterschaftsdritte.

## Sportliche Karriere
Die 1,55 m große Ana Hormigo war 1999, 2000, 2001 und 2006 portugiesische Meisterin in der Gewichtsklasse bis 48 Kilogramm, Ende 2008 gewann sie den Titel in der Gewichtsklasse bis 52 Kilogramm. 
2001 schied Hormigo bei den Europameisterschaften 2001 im Achtelfinale aus. Im Jahr darauf erreichte sie bei den Europameisterschaften in Maribor das Halbfinale und unterlag der Französin Frédérique Jossinet. Anschließend verlor sie den Kampf um Bronze gegen die Rumänin Laura Moise-Moricz und belegte den fünften Platz. Bei den Weltmeisterschaften 2003 verlor sie im Viertelfinale gegen die Deutsche Julia Matijass und schied dann in der Hoffnungsrunde aus.
Bei den Europameisterschaften 2006 und 2007 belegte Hormigo jeweils den siebten Platz. 2008 fanden die Europameisterschaften in Lissabon statt. Hormigo unterlag im Viertelfinale Frédérique Jossinet, mit Siegen in der Hoffnungsrunde über die Italienerin Valentina Moscatt und die Russin Ljudmila Bogdanowa erkämpfte Hormigo eine Bronzemedaille. Vier Monate nach den Europameisterschaften wurden in Peking die Olympischen Spiele ausgetragen. Hormigo unterlag in ihrem zweiten Kampf der Nordkoreanerin Pak Ok-song. Nach einem Sieg in der Hoffnungsrunde unterlag sie Ljudmila Bogdanowa und belegte den siebten Platz.
2009 und 2010 kämpfte Hormigo im Halbleichtgewicht, kehrte dann aber 2011 ins Extraleichtgewicht zurück. 2011 gewann sie die Weltcup-Turniere in Prag und in Lissabon. Bei den Weltmeisterschaften 2011 schied sie im Achtelfinale gegen die Rumänin Alina Alexandra Dumitru aus. 2012 belegte sie noch einmal den siebten Platz bei den Europameisterschaften.
Nachdem sich Hormigo nicht für die Teilnahme an den Olympischen Spielen 2012 qualifizieren konnte, endete ihre Karriere als aktive Leistungssportlerin. Später betreute sie die portugiesische Nationalmannschaft als Trainerin.